# Robert Tyrwhitt
Pour les articles homonymes, voir Tyrwhitt.
Robert Tyrwhitt, né en janvier 1735 à Londres et mort en 1817, est un philanthrope anglais.

## Biographie
Robert Tyrwhitt, né en janvier 1735 à Londres, est le fils cadet du révérend Robert Tyrwhitt (1698-1742), chanoine de la cathédrale Saint-Paul, et de son épouse, Elizabeth, fille aînée d'Edmund Gibson, évêque de Londres.
Il meurt en 1817.